# Bergkrähen
Die Bergkrähen (Pyrrhocorax) sind eine Gattung von Sperlingsvögeln (Passeriformes) aus der Familie der Rabenvögel (Corvidae), die zwei Arten umfasst. Das sind die Alpenkrähe (Pyrrhocorax pyrrhocorax) und die Alpendohle (Pyrrhocorax graculus). Obwohl sie auch als Australische Bergkrähe bezeichnet wird, ist die Drosselkrähe (Corcorax melanorhamphos) keine Bergkrähe, sondern ein Mitglied der Schlammnestkrähen (Corcoracidae) und nur entfernt verwandt.
Bergkrähen haben ein schwarzes Gefieder mit hell gefärbten Beinen, Füßen und Schnäbeln und sind beheimatet in den Bergen im südlichen Eurasien und Nordafrika. Sie haben lange, breite Flügel und führen beeindruckende Kunstflüge vor. Beide Arten bilden lebenslange Brutpaare und zeigen Treue zu ihren Brutstätten, welche sich üblicherweise in Höhlen oder Rissen in einer Felswand befinden. Sie bauen ein gepolstertes Nest aus Stöcken und legen drei bis fünf Eier. Sie ernähren sich üblicherweise in Scharen auf offenen Flächen mit niedriger, spärlicher Grasvegetation von wirbelloser Beute, ergänzt durch Beeren und Samen oder menschliche Abfälle, besonders im Winter.
Veränderungen in der Landwirtschaft, welche zum Bestandsrückgang und zur Fragmentierung des Verbreitungsgebietes geführt haben, sind die größten Bedrohungen dieser Gattung, wobei keine der beiden Arten global bedroht ist.